# Alberto Martín Artajo
Alberto Martín-Artajo Álvarez (Madrid, 1905 – 1979) fou un polític espanyol. Després d'estudiar amb els jesuïtes de Chamartín, es va llicenciar en Dret per la Universitat de Madrid. Va ser lletrat del Consell d'Estat des de 1930.

## Biografia
Durant la República va ser estret col·laborador d'Ángel Herrera Oria, director del diari catòlic "El Debate", i membre de l'Associación Católica Nacional de Propagandistas i de la CEDA.
En començar la guerra civil, es va passar a la zona insurgent. Va assessorar com a jurista la Junta Tècnica de l'Estat i el Ministeri de Treball nacionalista, i va participar en l'elaboració del Fuero de los Españoles. El 1940 va ser nomenat per Franco president d'Acció Catòlica. El juliol de 1945, després de consultar amb el cardenal Enric Pla i Deniel, va acceptar la cartera d'Afers exteriors, que Franco li va oferir per donar un tinys més catòlic i menys "feixista" al seu govern, i va abandonar el seu càrrec a Acció Catòlica.
Les seves gestions diplomàtiques van assolir trencar l'aïllament del règim amb la signatura del Concordat amb la Santa Seu l'agost de 1953, els acords hispano-nord-americans de setembre del mateix any i amb l'ingrés d'Espanya a l'ONU. Cessà en el càrrec el 1957 i continuà treballant com a assessor del Consell d'Estat i publicant a Editorial Católica.